# Euphorbia sendaica
Euphorbia sendaica là một loài thực vật có hoa trong họ Đại kích. Loài này được Makino mô tả khoa học đầu tiên năm 1910.